# Milan Borjan
Milan Borjan (Knin, 23 oktober 1987) is een Canadese profvoetballer die als keeper speelt voor de Slowaakse club Slovan Bratislava, uitgeleend door Rode Ster Belgrado, en het nationale team van Canada.

## Jeugd
Borjan werd geboren in Knin, een stad in het voormalige Joegoslavië dat nu tot Kroatië behoort, als kind van zijn Servische ouders Boško en Mirjana. Borjan begon bij de jeugdploeg van Dinara Knin, maar na de  Operatie Storm in 1995 vluchtte zijn familie naar Belgrado, en begon Borjan te voetballen bij FK Radnički Beograd. In 2000 emigreerde het gezin naar Canada, waar ze eerst een aantal maanden in Winnipeg woonde voordat ze zich vestigden in Hamilton, Ontario. Borjan's ouders zijn nog steeds woonachtig in deze stad. Na de emigratie speelde hij zes maanden jeugdvoetbal in Canada bij East Hamilton SC, voordat hij zich aansloot bij Mount Hamilton SC.

## Clubcarrière

### Begin van voetbalcarrière
Borjan startte zijn professionele keeperscarrière in Zuid-Amerika. Als 18-jarige ging hij in 2005 op proef bij het Argentijnse Boca Juniors, maar het lukte hem niet om een contract te verdienen bij de club. In 2006 kreeg hij een contract om bij Club Nacional de Football in Montevideo spelen voor het reserveteam, en in juli 2007 ging hij zonder succes op proef bij de Argentijnse club Club Atlético River Plate. Zijn laatste Zuid-Amerikaanse periode was bij Quilmes, waar hij begon in januari 2008 en tot het einde van het seizoen 2007-08 speelde in de Primera B Nacional.

### FK Rad
Borjan keerde in januari 2009 terug naar Servië en tekende een contract bij FK Rad, een club uit Belgrado die uitkwam in de Servische SuperLiga. Aanvankelijk werd hij gehaald als derde keeper, maar door problemen met de werkvergunningen van de startende keeper Branislav Danilovic en een blessure van de tweede keeper Damir Kahriman werd Borjan al snel de enige beschikbare keeper in de selectie. Hij maakte zijn debuut op 16 augustus 2009 in een 3-2 overwinning op FK Smederevo. Tegen de herfst van 2010 was hij de vaste doelman onder de lat bij FK Rad, dat met hem een reeks van negen gewonnen wedstrijden had. Aan het einde van het seizoen 2010-11 werd FK Rad met Borjan in de goal vierde in de SuperLiga, wat hen een plaats opleverde in de kwalificatierondes voor de UEFA Europa League van het seizoen 2011-12.

### Sivasspor
Nadat hij voor Canada had deelgenomen aan de CONCACAF Gold Cup in 2011, werd na het toernooi bekend dat Borjan een contract had getekend bij de Turkse club Sivasspor. Hij maakt op 11 september 2011 zijn debuut voor de Turkse club in een 2-1 verlies tegen Karabükspor. In het begin van zijn periode in Turkije had hij moeite om een vaste waarde te worden, waarop hij door Sivasspor in 2012 werd uitgeleend.

#### Verhuur aan Vaslui
Door een gebrek aan speeltijd in Turkije werd Borjan begin 2012 uitgeleend aan de Roemeense club SC Vaslui, waar hij tot het einde van het seizoen 2011-12 zou blijven met een optie om de speler te kopen. Borjan startte bij de club in de basis en hield in 16 wedstrijden zeven keer de nul. Mede door zijn prestaties veroverde Vaslui een plek in de voorrondes van de UEFA Champions League.

#### Terugkeer naar Sivasspor
Na zijn terugkeer van een succesvolle periode in Roemenië, werd Borjan in het begin van het seizoen 2012-13 de eerste keeper voor Sivasspor. Na anderhalf seizoen waar hij schipperde tussen de basisopstelling en de bank, werd in februari 2014 bekend dat Borjan's contract per direct ontbonden zou worden omdat de nieuwe manager Roberto Carlos hem niet meer nodig zou hebben. Na de beëindiging van het contract waren er speculaties dat Borjan naar Napoli wilde gaan, maar de Turkse voetbalbond een verhuizing in januari blokkeerde.

### Ludogorets Razgrad
Nadat hij voor langere tijd een vrije speler zonder contract was, accepteerde Borjan op 12 september 2014 een aanbod van de Bulgaarse club PFC Ludogorets Razgrad. De club had zich al gekwalificeerd voor de groepsfase van de UEFA Champions League 2014-15, en vier dagen na de ondertekening van zijn contract maakte Borjan zijn debuut in de Champions League bij een 2-1 verlies tegen Liverpool FC. Met de speeltijd voor Borjan was hij meteen de eerste Canadees international die in de groepsfase van het kampioenenbal speelde sinds Lars Hirschfeld in 2007 bij Rosenborg BK. C.[23] Die wedstrijd was de eerste keer dat een Canadees international in de groepsfase speelde sinds Lars Hirschfeld in 2007 bij Rosenborg BK speelde. Kort na zijn start bij Razgrad kon Borjan alweer vertrekken, nadat de club zich in de zomer van 2015 had verzekerd van hun nieuwe eerste keus Vladislav Stoyanov.

### Radnički Niš
Op 15 februari 2015 tekende Borjan een eenjarig contract bij SuperLiga-club FK Radnički Niš. Met zijn komst omzeilde de club de regels voor maximum aantal buitenlandse voetballers, omdat hij door zijn Servische paspoort niet meetelde als een buitenlandse speler. Hij debuteerde in een 0-0 gelijkspel tegen Rode Ster Belgrado op 23 februari en speelde vervolgens de rest van het seizoen 2014-15 voor de club.

### Terugkeer naar Ludogorets Razgrad
Na zijn eerste halve seizoen bij Radnički Niš sloeg een contractverlenging af, om vervolgens terug te keren naar zijn voormalige werkgever Ludogorets in Bulgarije. Op 2 juni 2015 tekende hij een driejarige overeenkomst tekende, en hoewel hij opnieuw als tweede keeper was gehaald, begon Borjan in de basis nadat Stoyanov een zware blessure op had gelopen.

#### Verhuur aan Corona Kielce
Op 15 februari 2017 werd Borjan door Ludogorets tot het einde van het seizoen uitgeleend aan de Poolse club Korona Kielce, waar hij 14 competitiewedstrijden speelde en daarin vijf clean sheets hield.

### Rode Ster Belgrado
Na eerdere geruchten over een transfer naar Rode Ster Belgrado, maakte Borjan op 24 juli 2017 de transfer naar de club en verving hier Filip Manojlović. Borjan tekende een driejarig contract bij de club en koos voor het rugnummer 82. Hij maakte zijn debuut in de heenwedstrijd van de derde kwalificatieronde voor de UEFA Europa League, door een clean sheet te houden in een thuisoverwinning tegen Sparta Praag op 27 juli 2017.
In zijn tweede seizoen bij de club zou Borjan bijdragen aan de kwalificatie van Rode Ster Belgrado voor het UEFA Champions League seizoen 2018-19. Tijdens deze Europese wedstrijden zou hij tweemaal zijn doel schoonhouden: Eenmaal in de openingswedstrijd van de groepsfase tegen Napoli en nogmaals in een 2-0 thuisoverwinning tegen Liverpool. In februari 2019 kondigde algemeen directeur Zvezdan Terzić aan dat Borjan een contractverlenging zou tekenen tot 2023, en daarna zijn carrière zou beëindigen. Hij werd kort daarna door Rode Ster gehuldigd als speler van het jaar.
Op 23 mei 2022 scoorde Borjan een penalty voor Rode Ster Belgrado in hun laatste wedstrijd van het seizoen 2021-22 tegen Voždovac, waarmee de club hun vijfde achtereenvolgende titel veroverde. In juli 2022 tekende Borjan een contractverlenging tot 2026, ondanks eerdere gesprekken over zijn voetbalpensioen na afloop van zijn huidige contract. In juni 2023 onthulde Borjan in een interview dat hij, na een ontmoeting met de nieuwe trainer Barak Bakhar, van de staf te horen had gekregen dat hij niet langer de eerste keus zou zijn bij de club.

## International
Borjan werd in 2010 opgeroepen voor het nationale team van Canada na sterke optredens bij FK Rad, maar maakte toen nog niet zijn debuut. Hij werd op 3 februari 2011 opnieuw opgeroepen en maakte een week later zijn debuut in een oefenwedstrijd tegen Griekenland. Die zomer werd Borjan opgeroepen voor de CONCACAF Gold Cup en maakte hij zijn Gold Cup-debuut op 11 juni 2011 in een 1-0 overwinning op Guadeloupe in het Raymond James Stadium. Hij speelde zijn eerste interlandwedstrijd voor het nationale team op 1 juni 2011 in een oefenwedstrijd tegen Ecuador.
Door de schorsing van eerste keus Lars Hirschfeld begon Borjan op 12 juni 2012 in de basis voor het WK-kwalificatieduel tegen Honduras. Sinds eind 2012 is Borjan de eerste doelman van het Canadees elftal en zat hij bij de selecties van de CONCACAF Gold Cup in 2013, 2017 en 2019.
Borjan bleef Canada's eerste doelman in de kwalificatiewedstrijden voor het WK 2022. Tijdens deze campagne speelde hij een cruciale rol in één van Canada's beste resultaten ooit. Door een redding op de doellijn won Canada met 2-1 van Mexico, en was dit Canada's eerste overwinning tegen Mexico in 21 jaar. Hij hield ook een clean sheet tegen de Verenigde Staten in een 2-0 overwinning, waarna hij door de voetbalbond werd uitgeroepen tot Canada's Speler van de Maand voor januari. Op 13 november 2022 werd Borjan verkozen voor Canada's selectie voor het WK 2022, waar Borjan als eerste keus alle groepswedstrijden speelde voor het elftal. In Canada's tweede wedstrijd tegen Kroatië was Borjan het doelwit van verbale beledigingen van Kroatische supporters, waarbij Canada Soccer een formele klacht indiende bij de FIFA na de wedstrijd.
Tot op is Borjan 75 keer uitgekomen voor het nationale elftal van Canada.

## Privé
Borjan is getrouwd met Snežana Filipović, een voormalig marketingdirecteur van FK Partizan en zus van Nenad Filipović. Hij heeft een jongere broer, Nikola, die ook keeper is bij Rode Ster Belgrado.

## Prijzen
SC Vaslui
- Liga I: Runner-up 2011–12

Ludogorets
- Kampioen Bulgaarse Parva Liga: 2014–15 en 2015–16

Rode Ster Belgrado
- Kampioen Servische SuperLiga: 2017–18, 2018–19, 2019–20, 2020–21, 2021–22 en 2022–23
- Servische beker Serbian Cup: 2020–21, 2021–22 en 2022–23

Individueel
- Servisch SuperLiga Team van het Seizoen: 2018–19